# Arnaud Courteille
Pour les articles homonymes, voir Courteille.
Arnaud Courteille, né le 13 mars 1989 à Saint-Hilaire-du-Harcouët (Manche), est un coureur cycliste français, professionnel entre 2011 et 2020.

## Biographie

### Jeunesse et carrière amateur

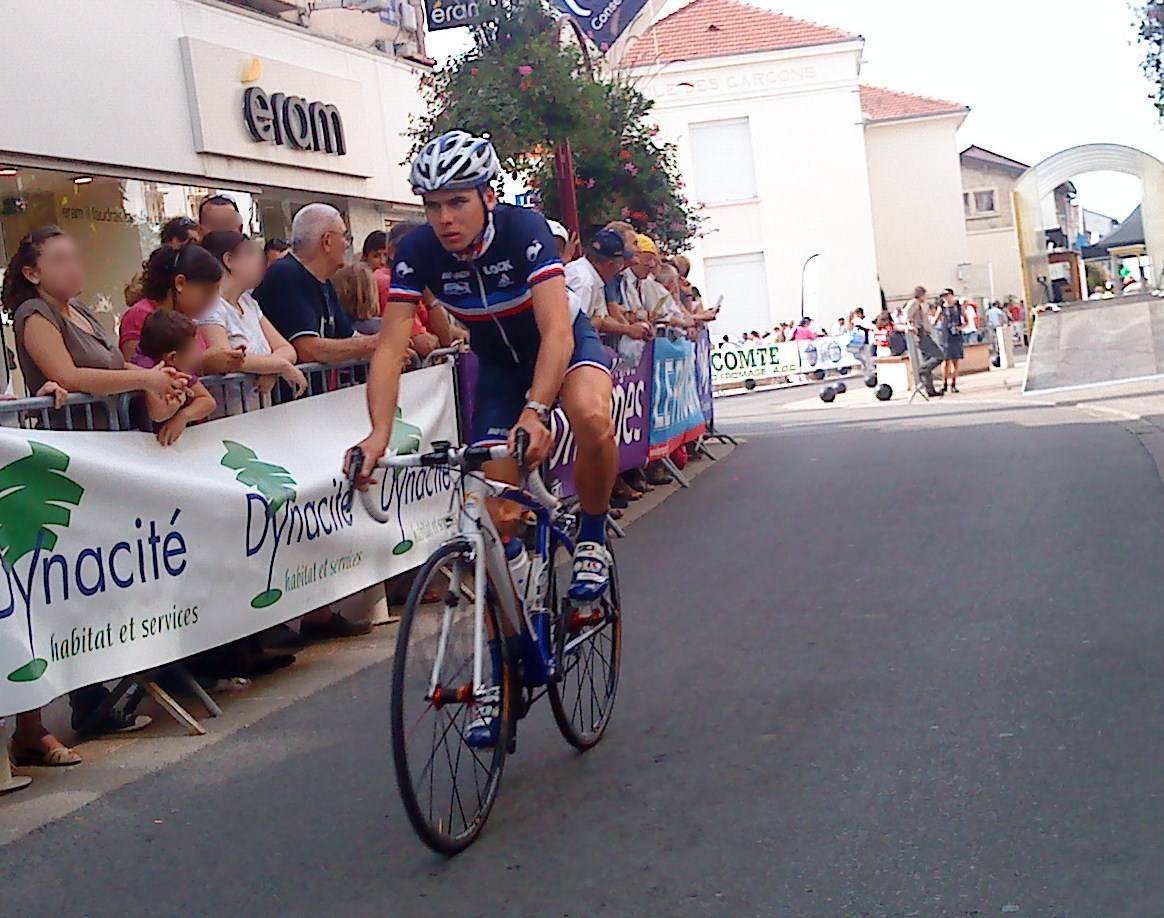
Arnaud Courteille au Tour de l'Ain 2010 avec l'équipe de France espoirs

Arnaud Courteille pratique le cyclisme à partir de l'âge de sept ans, à la Roue d’Or Teilleulaise. En catégories minimes et cadets, il obtient trois titres de champion de Normandie. En cadet, il participe au Festival olympique de la jeunesse européenne avec l'équipe de France. Il rejoint le Vélo club de Saint-Hilaire-du-Harcouët en deuxième année junior. En 2007, il remporte l'étape chronométrée ainsi que le classement général de la Ronde des Vallées.
Il rejoint en 2008 l'UC Nantes Atlantique. Fin août, il remporte le titre de champion de France espoirs sur route en solitaire à Cusset. Il doit arrêter sa saison le mois suivant à cause d'une fracture au poignet. Il intègre en fin d'année la Fondation de la Française des Jeux.
Toujours membre de l'UC Nantes Atlantique en 2009, il court régulièrement avec l'équipe de France espoirs,. En fin de saison, il est stagiaire au sein de l'équipe ProTour La Française des jeux. Avec l'équipe de France des moins de 23 ans, il participe aux championnats du monde sur route à Mendrisio en Suisse. Il se classe 16e de la course en ligne remportée par Romain Sicard. En 2010, il remporte une étape du Grand Prix du Portugal et termine quatrième de la Coupe des nations Ville Saguenay.

### Carrière professionnelle

#### Française des jeux
Arnaud Courteille rejoint en 2011 l'équipe professionnelle FDJ, qui l'engage pour deux ans. Il se fracture une clavicule durant sa première course : la Tropicale Amissa Bongo. 
En 2012, il termine meilleur grimpeur du Circuit de la Sarthe. Au mois d'août, il dispute et termine son premier grand tour, le Tour d'Espagne.
En 2013, lors de la deuxième étape du Tour Down Under, première course de la saison, Arnaud Courteille chute et est victime d'une fracture à une clavicule et d'une fissure à un genou.
Il subit à nouveau une fracture de la clavicule en 2015, cette fois au cours de l'Étoile de Bessèges. Au mois d'août, il prolonge d'un an son contrat avec l'équipe FDJ. Il dispute deux grands tours durant cette saison : le Tour d'Italie, où il est équipier d'Alexandre Geniez, et le Tour d'Espagne. Il est contraint d'abandonner cette dernière à l'avant-veille de l'arrivée à cause d'une chute qui lui cause une nouvelle fracture de la clavicule.
Au premier semestre 2017, il participe une nouvelle fois au Tour d'Italie. Son rôle consiste à aider son leader Thibaut Pinot. Au moins de septembre, Arnaud Courteille annonce son arrivée dans l'équipe créée par Jérôme Pineau : Vital Concept.

#### Vital Concept
Cantonné à un rôle de coéquipier lors de la première partie de saison, notamment auprès de Quentin Pacher et Yoann Bagot, il ne se distingue à titre personnel que fin juin sur le Tour de Savoie Mont-Blanc, 2e de la deuxième étape puis de la dernière, remportée par Quentin Pacher. Il est également placé au classement général (9e), par points (4e) et de la montagne (2e). Une embellie de courte durée, victime d'une chute sur le Tour de Wallonie le 1er août et gêné par des soucis familiaux. Il décroche tout de même une place fin septembre sur le Tour du Gévaudan (18e).
Opéré fin novembre 2018 de l'artère iliaque, il ne commence sa saison 2019 qu'en mars à l'occasion de la Route Adélie de Vitré. Quelques semaines après son retour à la compétition, il est aligné sur l'Amstel Gold Race (abandon) puis Liège-Bastogne-Liège (99e). Échappé lors de la première étape du Tour de Yorkshire, il endosse le maillot de meilleur grimpeur, qu'il conserve jusqu'au terme de l'épreuve. 
En septembre 2020, il chute lors de Paris-Camembert et doit arrêter sa saison en raison d'une fracture de la clavicule, la cinquième de sa carrière. À 31 ans, il décide de mettre un terme à sa carrière à l'issue de cette saison et annonce reprendre des études dans le domaine du sport.

## Palmarès

### Par années
| - 2007 - Ronde des vallées : - Classement général - 1re étape (contre-la-montre) - Prix de la Saint-Laurent Juniors - 2e du Tour de la Vallée de la Trambouze - 2008 - Champion de France sur route espoirs - 1re étape de Loire-Atlantique Espoirs - 3e de Loire-Atlantique Espoirs | - 2009 - 2e du Circuit de la vallée de la Loire - 2e du Tour de Dordogne - 2e des Trois Jours de Cherbourg - 3e du championnat des Pays de la Loire sur route - 2010 - 2e étape du Grand Prix du Portugal |  |

### Résultats sur les grands tours

#### Tour d'Italie
3 participations
- 2014 : abandon (16e étape)
- 2015 : 124e
- 2016 : 136e

#### Tour d'Espagne
4 participations
- 2012 : 154e
- 2013 : 132e
- 2015 : abandon (19e étape)
- 2017 : 103e

### Classements mondiaux
En 2005, l'UCI ProTour et les circuits continentaux sont créés, ayant chacun leur classement. En 2009, un « classement mondial UCI » remplace le classement ProTour. Il prend en compte les points inscrits lors des courses ProTour et des courses qui n'en font plus partie, regroupées dans un « calendrier historique », soit au total 26 courses en 2010. L'UCI ProTour devient l'UCI World Tour et comprend 27 courses en 2011 et son classement ne concerne que les coureurs membres des 18 équipes ProTeam, dont FDJ ne fait plus partie. L'année suivante, FDJ-BigMat retrouve un statut de ProTeam, ce qui fait que Courteille peut être classé au World Tour.
| Année                  | 2009 | 2010 | 2011 | 2012 | 2013 | 2014 | 2015 | 2016 |
| ---------------------- | ---- | ---- | ---- | ---- | ---- | ---- | ---- | ---- |
| Calendrier mondial UCI |      | nc   |      |      |      |      |      |      |
| UCI World Tour         |      |      |      | nc   | nc   | nc   | nc   | nc   |
| UCI Europe Tour        | nc   |      | nc   |      |      |      |      |      |